# Рафини, Бриги
Бриги Рафини (фр. Brigi Rafini; род. 7 апреля 1953, Иферуан, Агадес) — нигерский политик, премьер-министр страны с 7 апреля 2011 по 2 апреля 2021 года.

## Биография
Бриги Рафини получил среднее образование в своём родном городе. С 1971 по 1974 год он учился в Национальной школе администрации в Ниамее. В 1983 году Бриги поступил во французский международный институт государственного управления в Париже, проучился там около года. В 1994 году он вернулся в Париж и год проучился в Национальное школе администрации. С 1989 по 2011 год занимал различные государственные должности в правительстве Нигера. 7 апреля 2011 года был назначен указом президента на должность премьер-министра страны. 2 апреля 2016 года, когда Иссуфу был приведён к присяге на свой второй срок, он повторно назначил Бриги Рафини премьер-министром.